# Jim Butcher
Jim Butcher (ur. 26 października 1971 w Independence) – amerykański pisarz literatury fantastycznej.
Jim Butcher uznawany jest przez „New York Times” za jednego najlepiej sprzedających się pisarzy fantasy w Stanach Zjednoczonych. Swoją popularność zdobył dwoma cyklami fantasy: Akta Harry’ego Dresdena oraz Codex Alera.
Ma dwie starsze siostry. Obecnie mieszka w Independence wraz ze swoją żoną Shannon K. Butcher (autorką romansów) i synem Jamesem Josephem oraz psem obronnym Frostbitem Vondoomem.

## Kariera
Jim Butcher zainteresował się literaturą fantastyczną w dzieciństwie, gdy w trakcie choroby siostra zapoznała go z serią Władca Pierścieni oraz z Przygodami Hana Solo. Swoją pierwszą powieść Jim Butcher napisał jako nastolatek. W wieku 25 lat uczęszczał na kurs dla początkujących pisarzy, gdzie (jako ćwiczenie) napisał pierwszą powieść cyklu Akta Harry’ego Dresdena pt. Front burzowy.
Rękopis przez dwa lata wędrował między różnymi wydawcami, po czym Butcher osobiście spotkał Ricie Mainhardt, agentkę, która zgodziła się go reprezentować, rozpoczynając tym samym jego karierę pisarską. Od tamtego czasu Jim Butcher pisze książki głównie z dwóch serii: Akta Harry’ego Dresdena oraz Codex Alera. Oprócz tych książek napisał również krótkie opowiadania o przygodach Harry’ego Dresdena, które zostały wydane w kilku antologiach lub jako osobne publikacje.

### Akta Harry’ego Dresdena
Pół roku po tym, jak Ricia Mainhardt zaczęła reprezentować Jima Butchera, wydawnictwo ROC zgodziło się opublikować pierwszą powieść z cyklu – Front burzowy. Książka została wydana w miękkiej oprawie w kwietniu 2000 roku. Dziewięć miesięcy później, 1 stycznia 2001 roku wydano Pełnię Księżyca. Jeszcze we wrześniu tego samego roku na półki księgarni trafiło Upiorne zagrożenie, po czym tempo wydawania zwolniło i czwarty tom, Rycerz Królowej pojawił się dopiero 3 września 2002 roku. Kolejne dwa tomy, Śmiertelne Maski i Blood Rites zostały wydane odpowiednio w sierpniu 2003 i 2004 roku. Jednocześnie z premierą książki Blood Rites na swojej stronie internetowej Jim Butcher opublikował krótkie opowiadanie Restoration of Faith, które opisuje jedną ze spraw rozwiązaną przez Harry’ego Dresdena, kiedy ten pracował dla agencji detektywistycznej „Ragged Angel Investigations”, jeszcze przed akcją Frontu Burzowego. W grudniu 2004 roku Science Fiction Book Club wydało pierwsze trzy powieści z serii w połączonym wydaniu w twardej oprawie Wizard for Hire.
Siódma powieść Dead Beat, wydana 3 maja 2005 roku, była pierwszą książką z cyklu wydaną w twardej oprawie. Niespotykany wcześniej popyt sprawił, że pierwszy nakład 15 000 książek został wyprzedany w 3 dni i od razu dodrukowano drugie wydanie, aby zapobiec problemom z dostawą. Drugie połączone wydanie, Wizard by Trade, zawierające Rycerza Królowej i Śmiertelne Maski pojawiło się w księgarniach na początku 2006 roku tuż przed kolejnym tomem Proven Guilty, wydanym 2 maja tegoż roku. Proven Guilty szybko wspiął się na 21. pozycję listy bestsellerów gazety „New York Times” i 91 miejsce listy bestsellerów USA TODAY. Trzecie połączone wydanie zawierające książki Blood Rites i Dead Beat wydano w listopadzie 2006 roku.
Kolejny, dziewiąty tom przygód Harry’ego Dresdena White Knight wydano 3 kwietnia 2007 roku w nakładzie 100 000 egzemplarzy. Zajął piąte miejsce na liście bestsellerów gazety „New York Times”. Small Favor, dziesiąta książka w cyklu, została wydana 1 kwietnia 2008 roku; zajęła drugie i trzecie miejsce na liście bestsellerów USA TODAY. Najnowsza książka Turn Coat, wydana 7 kwietnia 2009 roku, osiągnęła pierwsze miejsce na liście bestsellerów „New York Timesa”. Obecnie autor pracuje nad dwunastym tomem przygód pod tytułem Changes.
W wywiadach autor ujawnił, że Akta Harry’ego Dresdena mają składać się z 20 tomów i apokaliptycznej trylogii, której tomy mają nazywać się Hell’s Bells, Stars and Stones, i Empty Night.

### Codex Alera
Po sukcesie Akt Harry’ego Dresdena Jim Butcher powrócił do gatunku tradycyjnego fantasy ze swoją drugą serią. Seria ta opisuje życie młodego chłopca, Taviego z Doliny Calderonu w Alerze, która znajduje się w świecie zwanym Carną. Lud Alery żyje w dostatku dzięki przywilejom imperium wzorowanym na czasach późnego imperium rzymskiego, a także dzięki kontroli nad siłami, żywiołami natury zwanymi furiami.
Podczas spotkania na Comic-Conie w San Diego w roku 2008 Jim Butcher, odpowiadając na pytania fanów powiedział, że cała seria Kodeksu Alery powstała jako efekt kłótni i zakładu zawartego na jednym z forów, na których się udziela. Tematem tego sporu była wyższość talentu autora, który może wydać dowolną książkę bez względu na jakość fabuły przeciwko fabule, którą każdy może napisać i wydać bez względu na talent. Przyjmując zakład Jim Butcher miał połączyć świat z książki The Lost Legion H. Warnera Munna i świat pokemonów. Początkowo Jim Butcher podpisał umowę na trzy książki, jednakże po niespodziewanym sukcesie serii powiększono umowę do sześciu tomów. W listopadzie 2009 roku wydana została książka First Lord's Fury, będąca już ostatnią częścią serii.

### Akta Harry’ego Dresdena
| Powieści | Powieści                               | Powieści                            | Powieści         | Powieści     | Powieści       | Powieści |
| -------- | -------------------------------------- | ----------------------------------- | ---------------- | ------------ | -------------- | -------- |
| Tom      | Tytuł (Pl)                             | Tytuł (Ang)                         | Rok wydania (Pl) | Liczba stron | Okładka        |          |
| 1        | Front burzowy                          | Storm Front                         | 2004             | 232          | okładka miękka |          |
| 2        | Pełnia Księżyca                        | Fool Moon                           | 2004             | 256          | okładka miękka |          |
| 3        | Upiorne zagrożenie / Śmiertelna groźba | Grave Peril                         | 2004             | 320          | okładka miękka |          |
| 4        | Rycerz królowej                        | Summer Knight                       | 2004             | 304          | okładka miękka |          |
| 5        | Śmiertelne maski                       | Death Masks                         | 2005             | 304          | okładka miękka |          |
| 6        | Krwawe rytuały                         | Blood Rites                         | 2015             | 524          | miękka         |          |
| 7        | Martwy rewir                           | Dead Beat                           | 2016             | 608          | miękka         |          |
| 8        | Dowody winy                            | Proven Guilty                       | 2016             | 656          | miękka         |          |
| 9        | Biała noc                              | White Night                         | 2016             | 624          | miękka         |          |
| 10       | Drobna przysługa                       | Small Favor (premiera IV.2008)      | 01.2017          | 608          | miękka         |          |
| 11       | Zdrajca                                | Turn Coat (premiera IV.2009)        | 28.07.2017       | 576          | miękka         |          |
| 12       | Zmiany                                 | Changes (premiera IV.2010)          | 27.09.2019       | 608          | miękka         |          |
| 13       | Opowieść o duchach                     | Ghost Story (premiera VI.2011)      | 25.10.2019       | 576          | miękka         |          |
| 14       | Zimne dni                              | Cold Days (premiera XI.2012)        | 28.02.2020       | 676          | twarda         |          |
| 15       | Gra pozorów                            | Skin Game (premiera 27.V.2014)      | 15.02.2021       | 608          | miękka         |          |
| 16       | Rozmowy pokojowe                       | Peace Talks (premiera 14.VII.2020)  | 13.08.2021       | 576          | miękka         |          |
| 17       |                                        | Battle ground (premiera 29.IX.2020) |                  |              |                |          |

| Zbiory opowiadań | Zbiory opowiadań | Zbiory opowiadań                            | Zbiory opowiadań | Zbiory opowiadań | Zbiory opowiadań |
| Tom              | Tytuł (Pl)       | Tytuł (Ang)                                 | Rok wydania (Pl) | Liczba stron     | Okładka          |
| ---------------- | ---------------- | ------------------------------------------- | ---------------- | ---------------- | ---------------- |
| 1                |                  | Side Jobs (premiera 26. X 2010)             |                  |                  |                  |
| 2                |                  | Working for Bigfoot (premiera 30. VI. 2015) |                  |                  |                  |
| 3                |                  | Brief Cases (premiera 05. VI. 2018)         |                  |                  |                  |

- Restoration of Faith – opowiadanie o przygodach Harry’ego Dresdena
- Vignette – krótki tekst o powstawaniu wizytówki Harry’ego Dresdena
- Something Borrowed – opowiadanie o przygodach Harry’ego Dresdena w antologiiMy Big Fat Supernatural Wedding
- It's My Birthday Too – opowiadanie o przygodach Harry’ego Dresdena w antologii  Many Bloody Returns
- Heorot – opowiadanie o przygodach Harry’ego Dresdena w antologii My Big Fat Supernatural Honeymoon
- Harry's Day Off – opowiadanie o przygodach Harry’ego Dresdena w antologii  Blood Lite
- Backup – opowiadanie o przygodach Harry’ego Dresdena
- The Warrior – opowiadaie o przygodach Harry’ego Dresdena w antologii Mean Streets

### Codex Alera
| Tom | Tytuł ang.         | Data wydania (w USA)    | Okładka |
| --- | ------------------ | ----------------------- | ------- |
| 1   | Furies of Calderon | 5 października 2004     |         |
| 2   | Academ's Fury      | 5 lipca 2005            |         |
| 3   | Cursor's Fury      | 5 grudnia 2006          |         |
| 4   | Captain's Fury     | 4 grudnia 2007          |         |
| 5   | Princeps' Fury     | 25 listopada 2008       |         |
| 6   | First Lord's Fury  | premiera: listopad 2009 |         |

### Podniebne kasztele
- Wiatrogon Aeronauty (The Aeronaut's Windlass 2015, wyd. pol. Wydawnictwo Mag 2016) finalista Hugo 2016

### Inne
- Darkest Hour – powieść o przygodach Spider-Mana